# Рей Девенні
Реймонд Роберт Вільмонт Девенні (англ. Raymond Robert Wilmont Devenney / Raymond Robert Devenney / Ray Devenney) — ірландський шахіст, чемпіон Ірландії (1977), міністр у справах релігії (англ. religious minister).
Реймонд Роберт Девенні народився 24 лютого 1947 року. У 1972 році виграв чемпіонат Ольстера з шахів, а в 1977 році - чемпіонат Ірландії з шахів. Грає в шахи (рейтинг Ело-ФІДЕ 1864, найвищім був 1868 у листопаді 2015 року) і бере участь у змаганнях до теперішнього часу (2016).